# Feliks Góralczyk
Feliks Góralczyk [výsl. přibližně guralčik] (16. června 1950 Wyry – 14. ledna 1980 Katovice) byl hokejový útočník.  Jeho bratrem byl hokejista Robert Góralczyk. Byl jedním z najtalentovanějších polských útočníků. V roce 1972 při utkání Mistrovství světa v ledním hokeji 1972 skupiny B proti Jugoslávii přišel o oko, trpěl depresemi ze zranění a v roce 1980 zemřel.

## Hráčská kariéra

### Klubová kariéra
V polské lize hrál za tým KS Baildon Katowice (1969–1972).

### Reprezentační kariéra
Polsko reprezentoval na olympijských hrách v roce 1972 a třech turnajích mistrovství světa v letech mistrovství světa v letech 1970, 1971 a 1972 . Celkem za polskou reprezentaci nastoupil ve 35 utkáních a dal 19 gólů.